# 街の名前
「街の名前」（まちのなまえ）は、CDシングルとしてはBONNIE PINKの28枚目のシングル。2012年7月4日発売。発売元はワーナーミュージック・ジャパン。CDコードはWPCL-11111。

## 概要
前作のマキシシングル「冷たい雨」から4ヶ月ぶりのリリース。
ジャケット撮影は2012年5月、北海道函館市にて行われた。写真撮影及びジャケット・デザインは松本剛が担当。 
初回プレス盤の購入特典として2012年9月14日～10月19日に行われる『BONNIE PINK TOUR 2012 "Chasing Hope" 』のチケット先行予約特設ページにアクセスできるIDとパスワードを得ることができた。
PVにはBONNIE PINK本人と奥野真哉が出演している。
レコチョクから着うた配信が6月20日より先行販売された。

## 収録曲
1. 街の名前  [4:24]
（作詞・作曲：BONNIE PINK、編曲：鈴木正人）
2. My Ever Changing Moods  [4:15]
（作詞・作曲：Paul John Weller、編曲：鈴木正人）
  - The Style Councilのカバー。1984年発表のアルバム『Café Bleu』に収録。
3. 流れ星  [4:47]
（作詞・作曲：BONNIE PINK、編曲：Tore Johansson）
  - プラネタリウム"天空"in東京スカイツリータウン 「めざまし☆プラネタテレビ」テーマソング
4. 街の名前（Instrumental）

## 収録アルバム
- 『Chasing Hope』（1.）
- 『Dear Diary』（3.）